# Eva Andersson (nadadora)
Eva Maria Andersson (Uddevalla, 30 de junio de 1957) es una deportista sueca que compitió en natación. Ganó una medalla de bronce en el Campeonato Europeo de Natación de 1970, en la prueba de 4 × 100 m libre.

## Palmarés internacional
| Campeonato Europeo | Campeonato Europeo | Campeonato Europeo | Campeonato Europeo |
| Año                | Lugar              | Medalla            | Prueba             |
| ------------------ | ------------------ | ------------------ | ------------------ |
| 1970               | Barcelona (España) | Medalla de bronce  | 4 × 100 m libre    |